# Rödelmaier
Rödelmaier – miejscowość i gmina w Niemczech, w kraju związkowym Bawaria, w rejencji Dolna Frankonia, w regionie Main-Rhön, w powiecie Rhön-Grabfeld, wchodzi w skład wspólnoty administracyjnej Bad Neustadt an der Saale. Leży w Grabfeldzie, około 5 km na wschód od Bad Neustadt an der Saale, przy autostradzie A71.

## Demografia
| Rok  | Liczba mieszk. |
| ---- | -------------- |
| 1970 | 682            |
| 1987 | 752            |
| 2000 | 933            |
| 2005 | 937            |

## Oświata
(na 1999)

W gminie znajduje się 50 miejsc przedszkolnych (z 35 dziećmi).